# Rat der Zweihundert
Der Rat der Zweihundert (französisch Conseil des Deux-Cents) bildete sich ab dem späten 13. Jahrhundert in Zürich, Bern, Freiburg, Basel und Genf als Grosser Rat, der 200 bis 300 Mitglieder aufwies. Dort hatte er die Funktion der Legislativbehörde.